# Успеньє
Успе́ньє (рос. Успенье) — село у складі Тотемського району Вологодської області, Росія. Входить до складу Толшменського сільського поселення.

## Населення
Населення — 219 осіб (2010; 310 у 2002).
Національний склад (станом на 2002 рік):
- росіяни — 99 %